# Petronas (generale)
Petronas in greco Πετρωνᾶς? (... – 11 novembre 865) fu un importante generale bizantino e aristocratico di primo piano durante la metà del IX secolo. 
Petronas era fratello dell'imperatrice Teodora e quindi cognato dell'imperatore Teofilo, sotto il quale avanzò al rango di patrikios nella corte imperiale e alla carica di comandante del reggimento della guardia di Vigla. Dopo la morte di Teofilo, ebbe un ruolo importante nella fine dell'iconoclastia, ma fu messo da parte insieme al fratello Bardas durante la minore età del nipote Michele III, quando il potere era detenuto dal reggente Teoctisto. Nell'855, Petronas e Bardas incoraggiarono Michele III a prendere il controllo del governo: Teoctisto fu assassinato, Teodora fu esiliata in un monastero, Bardas divenne primo ministro di Michele e Petronas fu incaricato della guerra contro gli arabi. Nell'863 ottenne una schiacciante vittoria nella battaglia di Lalakaon, un'impresa che segnò l'inizio graduale della controffensiva bizantina in Oriente. Promosso al rango di magistros e alla carica di Domestikos tōn scholōn, morì nell'865.

## Biografia
Petronas era figlio deli drungarios Marino e Teoctista Florina, ed era il fratello minore di Bardas e dell'imperatrice Teodora, moglie dell'imperatore Teofilo. Altre tre sorelle, Calomaria, Sofia e Irene, sono menzionate da Teofane Continuato. Sotto Teofilo, fu nominato comandante (droungarios) del reggimento di guardia (tagma) della Vigla e promosso all'alto titolo di corte di patrikios. Nell'842, mentre Teofilo era in fin di vita, Petronas e l'eunuco Teoctisto eseguirono l'esecuzione del patrikios Teofobo, un ex convertito khurramita e generale, le cui truppe si erano ribellate e lo avevano proclamato imperatore a Sinope alcuni anni prima. Nonostante la sua parentela con Teofilo, si racconta che l'imperatore una volta fece spogliare Petronas e lo fece frustare in pubblico perché aveva costruito un palazzo che oscurava la casa di una vedova, contravvenendo alla legge. Il palazzo stesso fu poi demolito e sia i materiali da costruzione che il terreno furono lasciati alla vedova. 

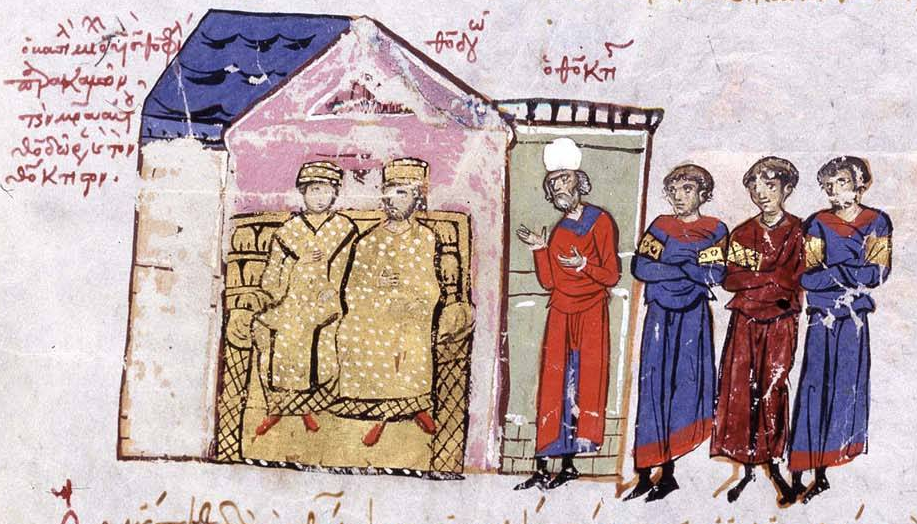
Michele III con Teodora e Teoctisto, dallo Scilitze di Madrid

Quando Teofilo morì nell'842, Teodora rimase come reggente per suo figlio neonato, Michele III. Fu istituito un consiglio di reggenza guidato da Teodora, insieme a Petronas e Bardas e al loro parente Sergio Nicetiata.  Si dice che Petronas abbia esortato Teodora ad abrogare le politiche iconoclastiche di Teofilo, il che alla fine portò al ripristino della venerazione delle icone nel cosiddetto “Trionfo dell'ortodossia” l'11 marzo 843. Poco dopo, Petronas e Bardas furono messi da parte con successo dal logoteta Teoctisto, mentre Nicetiata fu ucciso in una spedizione contro i Saraceni cretesi, lasciando il ministro eunuco come figura dominante durante tutta la reggenza di Teodora.

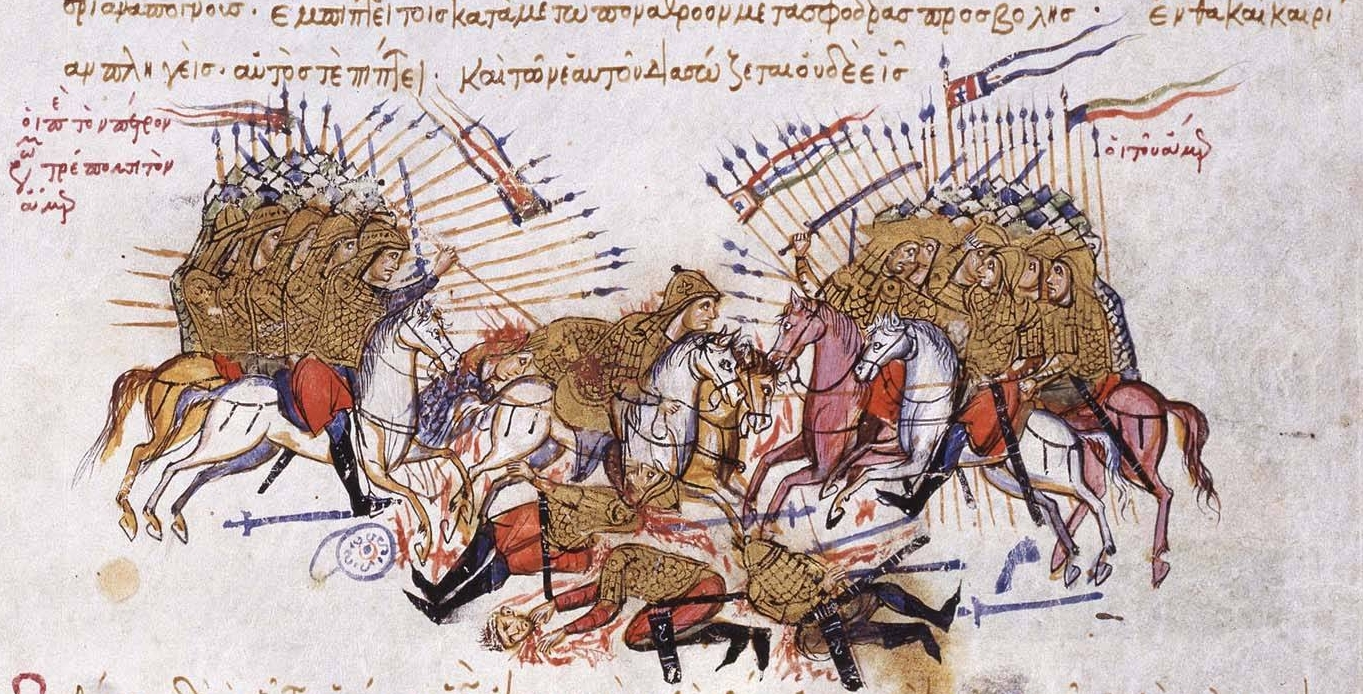
Scontro tra Bizantini e Arabi nella battaglia di Lalakaon, dallo Scilitze di Madrid.

Nell'855, tuttavia, Michele III compì quindici anni e raggiunse così la maggiore età. Il giovane sovrano iniziò a risentirsi del dominio di sua madre e di Teoctisto, soprattutto dopo che essi scelsero Eudocia Decapolitissa come sua sposa, ignorando l'attaccamento di Michele alla sua amante, Eudocia Ingerina. Con il sostegno dei suoi zii Bardas e Petronas, l'imperatore Michele fece catturare e uccidere Teoctisto alla fine dell'855, mentre Petronas si occupò di confinare l'imperatrice e le sue figlie in un monastero. Bardas fu quindi elevato al rango di Cesare e divenne l'effettivo governatore dell'Impero bizantino. In questa posizione, dimostrò notevole energia e abilità, e tra le sue politiche più importanti vi fu una posizione più aggressiva nei confronti degli arabi in Oriente. Di conseguenza, Petronas fu nominato strategos del potente thema di Thrakesion. Nella sua prima campagna, contro i pauliciani di Tephrike nell'856, saccheggiò l'emirato di Melitene e le terre pauliciane fino a Samosata e Amida nell'Alta Mesopotamia. Dopo essersi addentrato nel territorio arabo più di qualsiasi altro comandante bizantino dall'inizio delle conquiste musulmane, tornò vittorioso con molti prigionieri. Nell'863, un esercito arabo guidato dall'emiro di Melitene, Umar al-Aqta (r. 830-863), penetrò in profondità nel territorio bizantino, raggiungendo la costa del Mar Nero ad Amisos. Petronas fu incaricato di comandare tutte le truppe bizantine che si stavano radunando per affrontare l'invasione e, grazie a un brillante lavoro di coordinamento, tre forze separate riuscirono a convergere sull'esercito arabo, circondarlo e distruggerlo nella battaglia di Lalakaon il 3 settembre 863. Petronas portò la testa del nemico sconfitto a Costantinopoli, dove fu accolto con un trionfo da suo nipote. Poco dopo, fu promosso al rango di magistros nella corte suprema e alla carica di Domestikos tōn scholōn (comandante in capo dell'esercito). La sconfitta degli arabi e dei loro alleati pauliciani segnò una svolta nelle guerre arabo-bizantine. Grazie a questa vittoria, Petronas e Bardas riuscirono a proteggere i confini orientali, rafforzare lo Stato bizantino e gettare le basi per le conquiste bizantine del X secolo. I cronisti bizantini aggiungono che il generale vittorioso non sopravvisse a lungo dopo la sua vittoria. Un'agiografia, scritta da un contemporaneo, sostiene che Petronas morì lo stesso giorno del suo padre spirituale Sant'Antonio il Giovane, due anni e due mesi dopo aver sconfitto gli eserciti arabi. Fu sepolto nel monastero di Gastria, dove il suo sarcofago di pietra fu collocato di fronte a quelli di sua sorella, l'imperatrice Teodora, e delle sue nipoti.